# روکیتنو (شهرستان بیاوا پودلاسکا)
روکیتنو (به لهستانی:  Rokitno) یک روستا در لهستان است که در گمینا روکیتنو واقع شده‌ است.